# Pentacta peterseni
Pentacta peterseni is een zeekomkommer uit de familie Cucumariidae.
De wetenschappelijke naam van de soort werd in 1965 gepubliceerd door A.A. Ancona Lopez.